# Rouilly
Rouilly är en kommun i departementet Seine-et-Marne i regionen Île-de-France i norra Frankrike. Kommunen ligger i kantonen Provins som tillhör arrondissementet Provins. År 2022 hade Rouilly 495 invånare.

## Befolkningsutveckling
Antalet invånare i kommunen Rouilly
| Referens: INSEE |